# Лацко, Андреас
Андреас Лацко (нем. Andreas Latzko; 1 сентября 1876, Будапешт, Австро-Венгрия, — 11 сентября 1943, Амстердам, Нидерланды) — австрийский пацифистский писатель.

## Биография
Окончив гимназию в Будапеште, год отслужил в австрийской армии вольноопределяющимся. Демобилизовавшись офицером запаса, изучал в Берлинском университете химию и философию. В это же время начал писать — сначала на венгерском языке, а в 1901 году в Берлине была поставлена его одноактная пьеса на немецком языке. В качестве журналиста путешествовал по Египту, Индии, Индокитаю, Цейлону и Яве. С началом Первой мировой войны в августе 1914 года он вернулся на родину и был призван в армию в качестве офицера резерва. После того, как 23 мая 1915 года Италия объявила войну Австро-Венгрии, Лацко был послан на Изонцовский фронт. Там он заболел малярией, но вынужден был остаться на фронте. Во время итальянской артиллерийской атаки близ Гориции получил тяжелую контузию, после которой был признан негодным к военной службе. Проведя в лазарете восемь месяцев, в конце 1916 года был направлен на годичный курс лечения в Швейцарию. В 1917 году написал в Давосе шесть новелл для книги Menschen im Krieg, где рассказывал о войне на Изонцовском фронте. В том же году книга вышла в цюрихском издательстве Rascher Verlag (первое издание было анонимным).
Книга имела большой успех, была переведена на 19 языков и запрещена во всех воюющих странах; сам же Лацко был разжалован из офицеров. В 1918 году тираж книги достиг тридцати трех тысяч экземпляров. В том же году последовали роман Friedensgericht о жизни немецких солдат на фронте и роман Der wilde Mann; кроме этого, для Международной женской конференции за взаимопонимание между народами, проходившей в Берне, Лацко написал книгу Frauen im Krieg («Женщины на войне»). В Швейцарии он познакомился с Феликсом Бераном, Роменом Ролланом и Стефаном Цвейгом. После окончания войны Лацко переехал в Мюнхен и читал там лекции совместно с Густавом Ландауэром. Он дважды пытался прочесть лекции в Берлине, но они были запрещены властями, после чего Лацко был выдворен из Баварии и поселился в Зальцбурге, где вновь стал работать журналистом. В 1929 году вышел его роман Sieben Tage. В 1931 году Лацко переехал в Амстердам. В 1933 году его книги были сожжены нацистами. В 1943 году он, будучи в нищете, умер в оккупированном Амстердаме.

## Избранные сочинения
- Hans im Glück. — Комедия в трех актах.
- Der Roman der Herrn Cordé.
- Apostel. — Комедия в трех актах.
- Menschen im Krieg. — Zürich: Rascher-Verlag, 1917.
- Friedensgericht. — Zürich: Rascher-Verlag, 1918.
- Der wilde Mann. — Zürich: Rascher-Verlag, 1918.
- Frauen im Krieg. — Zürich: Rascher-Verlag, 1918.
- Der letzte Mann. — München: Dreiländerverlag, 1919.
- Sieben Tage, 1931.
- Marcia Reale. — Berlin: Malik-Verlag, 1932.
- Lafayette, 1935.